# 波兰总统
波兰共和国总统（波蘭語：Prezydent Rzeczypospolitej Polskiej，簡稱），通稱波蘭總統（Prezydent Polski），是波兰的國家元首，對內代表該國權力、對外代表波蘭。波兰总统任期五年，連選可連任一次。波蘭總統其可任命波蘭總理、行使否決權、並在諮詢議長後解散國會。如果波蘭總統無法履行職責，則將由眾議院議長代行總統職務。
首任波兰总统為加布列尔·纳鲁托维奇，當時的總統職權由1921年頒布的波蘭三月憲法規定。近代的波兰总统職權，則由1997年修訂的波蘭憲法為依據規定。現任波蘭總統為安杰伊·杜达。

## 沿革
波兰第二共和国的首任總統為加布列尔·纳鲁托维奇。其依照1921年頒布的波蘭三月憲法下，由参议院與众议院組成的國民大會選出，並於1922年12月11日宣誓就職。加布列尔在12月16日遭到刺殺。此前，约瑟夫·毕苏斯基曾根據1919年臨時小憲法擔任國家元首。1926年，毕苏斯基發動五月政变推翻了斯坦尼斯瓦夫·沃伊切霍夫斯基政府、並讓國民大會選出了伊格纳齐·莫希奇茨基，自此建立了萨纳齐亚政權。在毕苏斯基死前的1935年4月23日，國會通過了更加威权主义的四月憲法。其與1921年三月憲法的修正程序不一致。按照憲法，莫希奇茨基直到德國在1939年入侵波蘭前，都一直在擔任波蘭總統。莫希奇茨基與他的軍隊，之後逃到羅馬尼亞王國，並成立波蘭流亡政府，旋即遭羅馬尼亞政府軟禁、隨後辭職。1939年9月29日，瓦迪斯瓦夫·拉奇凯维奇依照四月憲法第24條，在法兰西第三共和国治下的昂热接任波蘭流亡政府的總統。在法國戰役後，波蘭流亡政府再度逃往英國倫敦。在拉茨凱維奇之後，流亡政府又選出幾任總統。其中末任總統為理夏德·卡乔罗夫斯基。
1947年，在蘇聯控制了中東歐的背景下，波兰人民共和国政府正式成立。博莱斯瓦夫·贝鲁特開始執掌政府，並於1945年7月受國際社會承認。之後，共和國舉行1946年波兰人民公投，廢除了波兰参议院。1947年，眾議院通過了基於三月憲法的1947年小憲法。眾議院按照該憲法，選出贝鲁特為總統，直到1952年，共和國頒訂波蘭人民共和國憲法廢除總統職位、改由集體領導的波蘭國務委員會取而代之為止。
1989年3月，政府和反對派就總統職權達成妥協：執政黨以總統適用波蘭人民共和國憲法的修正條文為條件，同意放棄執政地位。隨後波蘭訂定四月修正案恢復總統職位，同時設立自由選舉產生的參議院。總統將由眾議院和參議院聯席會議選舉產生。參議院中的反對派代表，將能因此參與總統選舉。在恢復總統制後，由時任波兰统一工人党中央委员会第一书记沃伊切赫·雅鲁泽尔斯基成為首任波蘭總統。1990年11月25日，波蘭舉行首次總統選舉，由莱赫·瓦文萨當選總統。
1992年10月17日，波蘭頒布小憲法，讓總統和國會能共同決定總理人選。1997年波蘭修憲，頒訂了波兰宪法。憲法保留總統職位並明定其職責與權力，延續了1992年小憲法的總統和總理權力共享精神；但行政權力逐漸轉移到總理，波蘭總統的權力受進一步限制。波蘭也逐漸走向半總統制的總理總統制。

## 任期
依照波蘭憲法第127條，波蘭總統由該國國民選出。任期五年，連選得連任一次。總統候選人的最低門檻為35歲以上、並擁有眾議院選舉權的波蘭公民。在滿足該前提下，候選人須取得10萬名擁有眾議院選舉權的波蘭公民簽名支持方可參選。
依照波蘭憲法第130條，波蘭總統就任前，應在波兰议会宣誓就職。就職日期為前任總統的最後一天。但如果選舉提前結束，按照《選舉法》第291條第1款和第3款，應按照最高法院的決議，在《法律公報》上公佈後起七天內宣誓就職。拒絕宣誓的總統，將由眾議院議長暫行總統職務，直到選出新總統為止。

## 權力

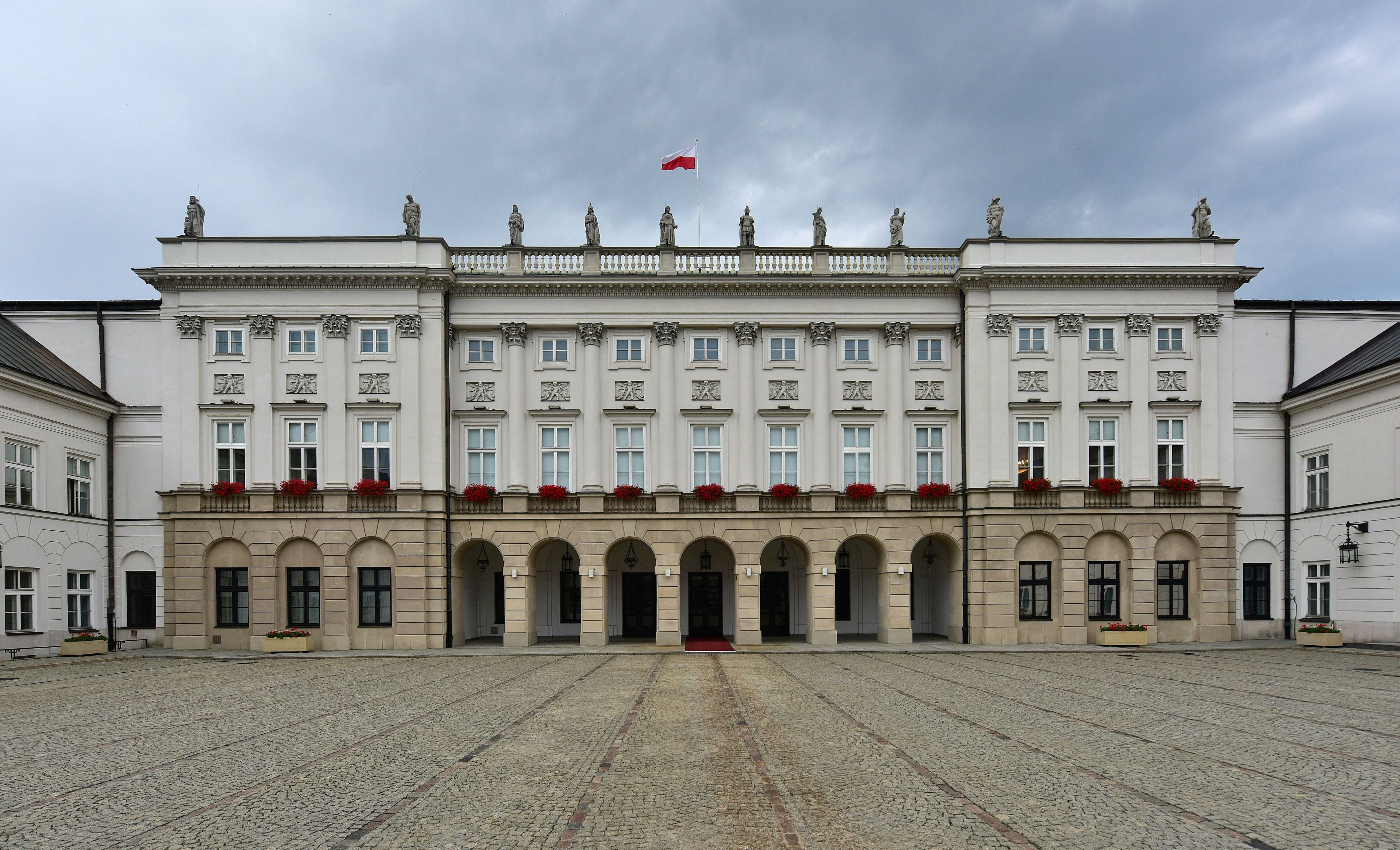
位於華沙的波蘭總統府

波蘭憲法第126條第1項規定，波蘭總統為波蘭共和國的最高代表、與該國權力的保證人。另外，儘管波蘭憲法沒有如法國或羅馬尼亞般明定，但總統職位具有仲裁者職能。並可透過法律手段影響政府機關、或體系內的其他實體。
依照波蘭憲法第154條及第155條規定，波蘭總理與其閣員，由波蘭總統與國會協調後提名。被提名的總理須向國會提出施政計畫，以便在14天後的信任投票取得足夠票數，並藉此組閣：該票數的門檻為過半數議員出席下，獲得半數支持。若無法通過，則由國會逕自選出。若眾議院無法選出，波蘭總統可再向國會提名內閣、取得信任投票。若以上程序無效，總統則可依法解散國會、重新選舉。
波蘭憲法第122條第5項賦予波蘭總統被動否決權，以反制國會所通過的法律。如果波蘭總統發動否決權，國會則必須在過半數議員出席、並獲得3/5的同意下，才能推翻總統的否決權。憲法第98條規定，波蘭總統必須在國會四年任期結束前90天，宣佈舉行國會選舉；但在波蘭總統徵求參議院議長和眾議院議長意見，也可下令縮短國會議員的任期。亦即解散國會。

## 代理總統

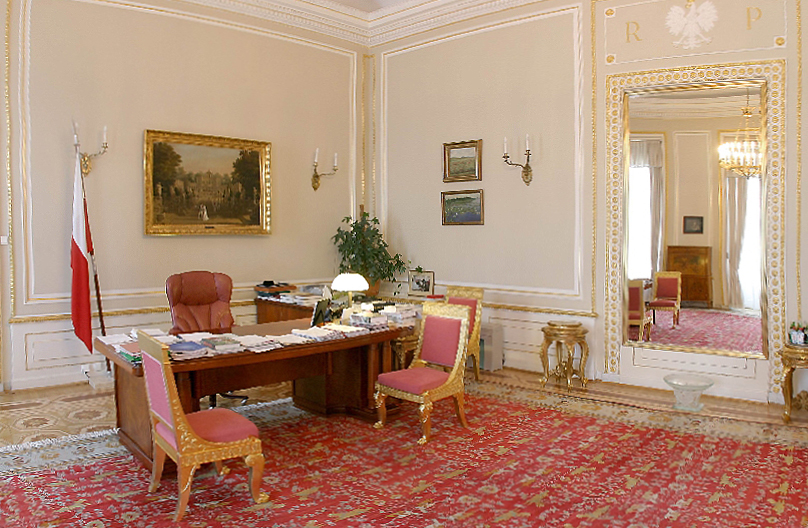
波蘭總統府內的總統辦公室

如果波蘭總統無法履行職責，依照憲法第131條規定，將由眾議院議長暫行總統職務。如果總統可以告知自己無法履行職責，則總統應告知眾議院議長該狀況；如果總統無法告知狀況，眾議院議長則應要求波蘭憲法法庭裁定讓眾議院議長代行職務。憲法第128條規定，眾議院議長應在暫行總統職務後14天內指定選舉日。選舉日應為指定後的60天內，而且不能是工作天。
2010年4月10日，萊赫·卡欽斯基等政府官員的專機，在俄罗斯的斯摩棱斯克上空坠毁，包括總統在內的數位官員全數罹難。波蘭憲法法庭隨即裁定由時任眾議院議長布羅尼斯瓦夫·科莫羅夫斯基暫行總統職務。科莫羅夫斯基在7月4日（首輪為6月20日）的2010年波蘭總統選舉勝選後，於7月8日辭去眾議院議長，並由時任眾議院議長博格丹·博魯塞維奇（於7月8日當天）與隨後的格热戈日·谢蒂纳代行總統，直到科莫羅夫斯基於8月6日上任為止。

## 波兰第三共和国歷任总统
| №   | 肖像           | 姓名 (生–卒)                                                        | 就任           | 离任           | 政党                                      | 备注 |
| --- | -------------- | ------------------------------------------------------------------- | -------------- | -------------- | ----------------------------------------- | --- |
| 1   |                | 沃依切赫·雅鲁泽尔斯基                                               | 1989年12月31日 | 1990年12月21日 | 波蘭統一工人黨→無黨籍                     | 民主化過渡時期的臨時總統 |
| 2   |                | 莱赫·瓦文萨 （Lech Wałęsa） (1943–)                                 | 1990年12月22日 | 1995年12月22日 | 團結工聯                                  | 1990年当选，第一位民选总统，1995年連任失敗. |
| 3   |                | 亚历山大·克瓦希涅夫斯基 （Aleksander Kwaśniewski） (1954–)          | 1995年12月22日 | 2000年12月23日 | 波兰共和国社会民主党                      | 议会议员(1991–95)；1995年当选 |
| (3) | 2000年12月23日 | 亚历山大·克瓦希涅夫斯基 （Aleksander Kwaśniewski） (1954–)          | 2005年12月23日 | 無黨籍         | 2000年再次当选，第一位成功连任的民选总统. | |
| 4   |                | 莱赫·卡钦斯基 （Lech Kaczyński） (1949–2010)                        | 2005年12月23日 | 2010年4月10日  | 法律與公正                                | 议会议长(1991–93和2001–05)，2005年当选，2010年於前往俄羅斯斯摩棱斯克途中空難喪生，一同遇难的有波兰流亡政府最后一任总统理夏德·卡乔罗夫斯基（Ryszard Kaczorowski）. |
| —   |                | 布羅尼斯瓦夫·科莫羅夫斯基 （Bronisław Komorowski） (1952–) 代理总统 | 2010年4月10日  | 2010年7月8日   | 公民綱領                                  | 议会议长。辞去代总统，参加2010年总统选举。 |
| —   |                | 博格丹·博鲁塞维奇 (1949–) 代理总统                                  | 2010年7月8日   | 2010年7月8日   | 公民綱領                                  | 参议院议长。 |
| —   |                | 格热戈日·谢蒂纳 （Grzegorz Schetyna） (1963–) 代理总统              | 2010年7月8日   | 2010年8月6日   | 公民綱領                                  | 众议院议长。 |
| 5   |                | 布羅尼斯瓦夫·科莫羅夫斯基 (1952–)                                   | 2010年8月6日   | 2015年8月6日   | 公民綱領                                  | 议会议员(1991–2010)、众议院议长(2007–10)、代总统(2010)，2010年当选总统.                                                                                           |
| 6   |                | 安杰伊·杜达 （Andrzej Duda） (1972–)                                | 2015年8月6日   | 2025年8月6日   | 法律與公正                                | 议会议员(2011–14)、欧洲议会议员(2014–15)，2015年当选总统。 |
| 7   |                | 卡罗尔·纳夫罗茨基 （Karol Nawrocki） (1983–)                        | 2025年8月6日   | 现任           | 无党籍                                    | 2025年当选总统。 |

## 刑責
波蘭刑法第135條規定，故意襲擊波蘭總統將處以3個月至5年有期徒刑、公開侮辱則可處以最高3年。.

## 外部連結
- President of Poland Official Website （页面存档备份，存于）